# Gossweilerodendron balsamiferum
Gossweilerodendron balsamiferum ist eine Pflanzenart aus der Gattung Gossweilerodendron in der Unterfamilie der Johannisbrotgewächse (Caesalpinioideae) innerhalb der Familie der Hülsenfrüchtler (Fabaceae). Die in West- und Zentralafrika verbreitete Art liefert ein wichtiges Bauholz, das im deutschsprachigen Raum Tola genannt wird.

## Beschreibung und Ökologie

### Erscheinungsbild und Borke
Gossweilerodendron balsamiferum ist ein großer, laubabwerfender oder immergrüner Baum, der Wuchshöhen von 60 bis 70 Metern und einen Brusthöhendurchmesser von 150 bis 300 Zentimetern erreicht, meistens aber um die 40 Meter hoch wird. Er besitzt eine offene, halbkugelförmige und breite, aber verhältnismäßig kleine Baumkrone und gewundene Zweige. Es werden keine Brettwurzeln gebildet. Der normalerweise 20 bis 25 Meter bis maximal 35 Meter lange Stamm ist üblicherweise gerade sowie zylindrisch und verzweigt sich jedoch deutlich früher, wenn ihm genügend Platz zur Verfügung steht. 
Die harzige Borke ist mit 4 bis 15 Millimetern relativ dünn und meist dunkelgrau bis rötlich braun oder selten grünlich. Die Borkeneigenschaften verändern sich mit dem Alter; junge Bäume sind einigermaßen runzelig, während ältere eine glatte Borke besitzen, mit Ausnahme von vereinzelten Stellen, wo sich längslaufende Risse bilden. Bei alten Bäumen werden diese Risse tiefer und Teile der Borke können sich ablösen. Die Innenrinde ist rötlich und faserig.
Die Sämlinge keimen hypogäisch und das Epikotyl ist 8 bis 22 Zentimeter lang. Die Primärblätter sind wechselständig angeordnet mit vier bis sechs Fiederblättchen.

### Blatt
Die wechselständig angeordneten Laubblätter sind in Blattstiel und Blattspreite gegliedert. Die papierartige Blattspreite ist entweder einfach, paarig oder unpaarig gefiedert und vollständig kahl. Die meist sechs bis neun (drei bis elf) Fiederblättchen pro Fiederblatt sind wechselständig angeordnet. Das unterste Fiederblättchen ist 5 bis 25 Millimeter von der Basis entfernt gebildet und die weiter oben sitzenden Fiederblättchen sind wenig größer als die unteren. Die ganzrandigen, 2 bis 13 Zentimeter langen und 1,5 bis 5 Zentimeter breiten Fiederblättchen sind eiförmig-elliptisch bis länglich oder länglich-lanzenförmig und leicht asymmetrisch. Sie besitzen, obwohl gelegentlich lang zugespitzt, immer eine stumpfe Spitze. Jedes Fiederblättchen trägt um die 20 unregelmäßigen Seitennerven auf jeder Seite der Mittelrippe und unzählige durchscheinende, drüsige Punkte sind über die ganze Blattspreite verstreut zu sehen. Der an der Sprossachse angeschwollene Blattstiel ist 1 bis 2 oder 3 Zentimeter lang und der Blattspindel hat eine Länge von 4,5 bis 7 oder 8 Zentimeter. Sie sind beide schlank und oben flach gerillt. Der Blattstiel ist kahl, 2 bis 4 Millimeter lang und vielmals leicht verdreht. Die Mittelrippe ist auf beiden Seiten der Blattspreite auffällig, auf der Oberfläche jedoch ist eine flache Einkerbung in Richtung Blättchen-Basis zu erkennen. Die Nebenblätter sind klein und sehr früh abfallend.

### Blütenstand und Blüte
Die Blütenstände sind fein behaart und entwickeln sich am Ende der Zweige. Sie sind 5 bis 8 Zentimeter lange Ähren, die in 5 bis 15 Zentimeter langen Rispen angeordnet sind oder 12 Zentimeter lange, achselständige Trauben. Die früh abfallenden Tragblätter sind 1 bis 1,5 Millimeter lang und 0,5 bis 1 Millimeter breit. Die Blütenstiele sind etwa 1 Millimeter lang. Die 0,5 Millimeter langen Vorblätter sind einzig bei neu geöffneten Blüten vorzufinden.
Die zwittrigen Blüten sind zygomorph und vier- oder fünfzählig. Die vier oder fünf, weißlichen Kelchblätter sind bei einer Länge von 1,5 bis 2 Millimetern eiförmig, durchscheinend gesprenkelt, geringfügig behaart und bewimpert. Es sind keine Kronblätter vorhanden. Die acht bis zehn gleichgeformten Staubblätter bestehen aus 3 bis 3,5 Millimeter langen und im unteren Teil behaarten Staubfaden und 0,5 Millimeter langen Staubbeuteln. Das einzige Fruchtblatt ist 0,5 bis 1 Millimeter lang gestielt, bei einer Länge von 1,5 Millimetern halbrund bis elliptisch, zottig behaart und enthält eine einzelne hängende Samenanlage. Die Griffel sind 2 Millimeter lang.

### Frucht und Samen
Der Fruchtstiel ist kahl und relativ kurz. Die 7 bis 17 Zentimeter langen und 2 bis 4,5 Zentimeter breiten Hülsenfrüchte, sind Flügelnuss-ähnlich, aber mit einem eingeschlossenen Samen am oberen Ende der Frucht. Die Frucht wird über den Wind verbreitet und ist an der breitesten Stelle, in der oberen Hälfte des Flügels, 3 bis 5 Zentimeter breit. Der Flügel ist länglich bis eiförmig-lanzettlich mit einem auf der einen Seite beinahe geraden Flügelrand und auf der anderen mit einem deutlich rundlicheren Rand und einer weniger starken Verdickung. Die Flügel sind unreif grün und gereift gelblich braun mit einer auffallend lockeren Netzstruktur der Nerven. Der 10 bis 15 Millimeter lange Fruchtstiel trennt den Flügel von den Überresten des Kelchs. Der Samen ist bei einer Länge von 2 bis 3 Zentimetern sowie einem Umfang von 1,5 bis 2 Zentimetern ungefähr oval bis elliptisch, abgeflacht und flach gerillt. Die Integumente sind dünn und papierartig und die Überbleibsel sind an der Fruchtwand erhalten.

### Phänologie
In Nigeria und Kamerun blühen die Bäume hauptsächlich zwischen Januar und März, in der Demokratischen Republik Kongo wurde die Blütezeit und Fruchtbildung das ganze Jahr über beobachtet. In Nigeria wurde die Blütezeit auch in der Trockenzeit beobachtet, mit einer Fruchtbildung 3 bis 4 Monate später.

## Vorkommen
Das Verbreitungsgebiet von Gossweilerodendron balsamiferum liegt vorwiegend in der guineo-kongolesischen Region in West- und Zentralafrika. Die Bäume wachsen vom südlichen Nigeria ostwärts bis in die Demokratische Republik Kongo und im Süden bis Cabinda in den Staaten Angola, Äquatorialguinea, Gabun, Kamerun, Nigeria, Republik Kongo und Demokratische Republik Kongo.
Gossweilerodendron balsamiferum kommt hauptsächlich in halbimmergrünen Wäldern in Höhenlagen bis 600 Metern vor, ist aber auch in immergrünen Wäldern zu finden. Er wächst meist vereinzelt und nur seltenen ist er in kleinen Gruppen vorzufinden. Der Baum scheint eine Vorliebe für Sedimentgesteinhaltigen Untergrund zu haben. Die Art wächst besonders bevorzugt in tiefen, sandigen, eisenhaltigen und gut drainierten Böden, so wurden in der Demokratischen Republik Kongo hohe Konzentrationen des Baumes auf über Gestein liegenden, sandigen Böden gefunden. In Nigeria wachsen die mit Abstand meisten Exemplare auf Ferralsol.
Gossweilerodendron balsamiferum wächst in Gegenden bei mittleren minimalen Monatstemperaturen von 14 bis 18 Grad und mittleren maximalen Monatstemperaturen von 28 bis 32 Grad. Die Trockenzeit beträgt um die 100 Tage, manchmal auch 150 bis 160 Tage. Die mittlere Jahresniederschlagsmenge beträgt zwischen 1400 und 2600 mm.
Gossweilerodendron balsamiferum ist durch starke Ausbeutung und Habitatverlust auf der Roten Liste der gefährdeten Arten der IUCN seit 1998 als „Endangered“ = „stark gefährdet“ eingestuft, Daten zum aktuellen Stand liegen aber keine vor. Jedoch kann die Naturverjüngung reichlich sein, so wurden in der Demokratischen Republik Kongo 7800 Sämlinge und junge Bäume pro Hektar erfasst. Trotzdem empfiehlt die Ernährungs- und Landwirtschaftsorganisation der Vereinten Nationen, dass genetisches Material für spätere Neupflanzungen gesammelt werden sollte.

## Taxonomie
Die Erstbeschreibung erfolgte 1923 durch Camille Vermoesen unter dem Namen (Basionym) Pterygopodium balsamiferum in Man. Essences. Forest. Congo Belg., S. 233. Hermann August Theodor Harms stellte 1925 die Gattung Gossweilerodendron mit der Typusart Gossweilerodendron balsamiferum in Notizblatt des Botanischen Gartens und Museums zu Berlin-Dahlem, Band 9, S. 457, auf. Ein weiteres Synonym für  Gossweilerodendron balsamiferum (Vermoesen) Harms ist Prioria balsamiferum (Vermoesen) Breteler.  Das Artepitheton balsamiferum bezieht sich auf die Balsame, die die Bäume enthalten.

## Nutzung und Kultivierung
Das leichte und feste Bauholz ist widerstandsfähig und gut zu bearbeiten. Es besitzt eine starke Gummiabsonderung. Meistens wird es zur Sperrholzherstellung verwendet, aber auch für Möblierungen, Bodenbeläge, Haushaltsgegenstände, Innenverkleidungen, Kisten, Fässer, Dachschindel, Furniere, Hartfaserplatten, Spielzeuge und im Schiffsbau wird es verwendet. Es ist für Fahrzeugkarosserien ebenso geeignet wie für Schnitzarbeiten und Drechselarbeiten. Außerdem wird es im Leichtbau eingesetzt und zum Teil auch als Mahagoni-Ersatz gehandelt. Der Stamm wird traditionell zur Herstellung von Kanus genutzt. Das Kopalharz aus dem Splintholz wird als Leuchtmittel und zum Abdichten von Kanus verwendet. Der Baum dient auch als Quelle von Oleoresinen (Balsame).
Das Holz wird in Nigeria Agba, Achi, Egba, Emongi oder Lósín-Erin, in der Republik Kongo Tola blanc, in Angola Tola blanca, in Gabun Emolo, in Kamerun Sinedon und in der Demokratischen Republik Kongo N'Tola genannt.  Laut DIN EN 13556, in der die Nomenklatur der in Europa verwendeten Handelshölzer festgelegt wird, lautet der deutsche Standardname genauso wie für Gossweilerodendron joveri Tola mit dem Kurzzeichen GOXX.
Das Kernholz besitzt eine helle, gelblich-braune Färbung sowie eine dunkle bis helle, rötlich-braune Färbung nach der Entrindung. Es grenzt sich nur schwach vom bis zu 10 Zentimeter breiten, etwas helleren Splintholz ab. Es besitzt einen ausgeprägten Geruch und hat eine Rohdichte von 450 bis 550 kg/m³.
1999 war es auf Platz sieben der meist exportiertesten Hölzer Gabuns; 2001 wurden 56.000 m³ Holz exportiert, 2005 waren es nur noch 13.800 m³. Auch in den anderen Staaten ging der Export stark zurück. Kleine Mengen Holz, das 2006 aus Kamerun exportiert wurde, hatte damals einen Preis von 867 US-Dollar pro Kubikmeter. Frisch gefällte Baumstämme werden manchmal von Kernkäfern befallen, müssen aber normalerweise nicht chemisch behandelt werden.
Es ist nur wenig über die Kultivierung von Gossweilerodendron balsamiferum bekannt. Die Samen können ihre Keimfähigkeit schon nach 2 Wochen verlieren. Der Baum ist schattentolerant und wächst in den ersten 10 Jahren relativ langsam. Er wurde im experimentellen Maßstab reihenweise angepflanzt und in 22 Jahren erreichten diese Bäume Höhen von 18 Metern und Brusthöhendurchmesser von 60 bis 120 Zentimetern.